# 渡部富哉
渡部 富哉（わたべ とみや、1930年 - ）は、日本の社会運動家、社会運動研究家である。

## 経歴
1930年、東京に生まれる。1946年、逓信省（1949年6月より郵政省）東京貯金局に就職。1950年、日本共産党に入党。同年11月、レッドパージで職場を追われ、1951年、共産党の非公然活動に入る。日本共産党第6回全国協議会（六全協）による同党の路線転換後、1955年、玉掛工から旋盤工となり、日本鋼管鶴見造船所（鶴見船渠）に勤務する。労働組合運動に身を投じ、60年安保闘争に参加した。
1961年、石川島播磨重工業田無工場にジェットエンジン製造部門の研磨工として入社、「田無反戦」を組織し、ベトナム反戦運動や成田空港反対闘争に1970年にかけて参加した。また数度にわたり、造船合理化闘争にも関わる。ここまでの経歴において、志賀義雄・志田重男・椎野悦朗・鈴木市蔵・長谷川浩ら党幹部の知遇を得る。妻は志田夫人からの紹介で知り合い、志田が仲人を務めた。1985年に定年退職する。整理を託された元幹部の資料を基に、社会運動資料センターを設立する。
1985年『徳田球一全集』（全6巻）の編集事務局長となり、五月書房より刊行。1984年、長谷川浩の葬儀の際に伊藤律と出会い、以後『徳田球一全集』編集に当たって協力を得るため伊藤と交友を持ち、書簡やインタビューで伊藤の証言を得た。1993年6月、『偽りの烙印―伊藤律・スパイ説の崩壊』（五月書房）を著し、定説化されていた伊藤律のスパイ説を覆した。伊藤律の遺言執行者として、同年10月『伊藤律回想録―北京幽閉二七年』（文藝春秋社）を出版。1994年には有志とともに「伊藤律の名誉回復を求める会」を結成した。以後、ゾルゲ事件研究に携わる。「徳田球一記念の会」理事、社会運動資料センター代表。

## 著書・編著
- 『偽りの烙印 - 伊藤律・スパイ説の崩壊』五月書房、1993年（1998年に新版刊行）
- 伊藤律書簡集刊行委員会（編）『生還者の証言 伊藤律書簡集』五月書房、1999年 - 監修
- 『白鳥事件　偽りの冤罪』（同時代社　2012年）